# Hochhaus Grunaer Straße 5
Das Hochhaus Grunaer Straße 5 ist ein Gebäudeensemble in Dresden, bestehend aus einem auf Stelzen stehenden 14-geschossigen Hochhaus des Plattenbautyps „P 27“ mit einer Aluminium-Glas-Fassade und einem eingeschossigem, untergeschobenen Flachtrakt, der insgesamt als „Pirnaisches Tor“ offiziell bezeichnet wurde.
Gegenüber dem in den 1950er Jahren verfolgten Konzept des Abschlusses der Bebauung der Grunaer Straße gen Westen mit einer Art „Wohnhof“, die nicht realisiert wurde, setzte sich Mitte der 1960er Jahre die Auffassung durch, die damalige Aufmarschstraße, die Ernst-Thälmann-Straße mit einem markanten Bauwerk im Osten, am Pirnaischen Platz, abzuschließen.
Das Ensemble bildete nach Meinung der damaligen DDR-Fachpresse „mit seiner hervorragenden Gestaltung“ dann auch tatsächlich den optischen Abschluss gen Osten. Städtebaulich wichtig sei diese Gebäudegruppe in der Pirnaischen Vorstadt, weil sie eine Arrondierung des ersten innerstädtischen Wiederaufbaugebietes darstelle. Die bauliche Gruppe gilt des Weiteren als Beispiel für den Internationalen Stil, der in der DDR-Architektur „nur wenige ähnliche oder gleichrangige Entsprechungen“ hat.
Zu DDR-Zeiten trotz harscher Auflagen (z. B. hinsichtlich der Beflaggung zu Jahrestagen und zum 1. Mai) eine der begehrtesten Wohnadressen Dresdens und überregional bekannt durch die von 1968 bis 1987 leuchtende Anschrift DER SOZIALISMUS SIEGT steht das Haus nach jahrelangem Sanierungsrückstau ab 1990 seit dem Jahr 2018 leer: Planungskonzepte wurden und werden durch die wechselnden jeweiligen neuen Eigentümer zwar vorgestellt, eine Umsetzung (Ausnahme: Umgestaltung des Delikatessen-Kaufhauses und Wiedereröffnung als Lebensmittel-Discounter) erfolgt erst seit Ende 2022; ein Wieder- bzw. Neubezug wird nunmehr ab Mitte 2025 erfolgen.

## Beschreibung
Das 48 Meter hohe Appartementhochhaus am Pirnaischen Platz wurde von November 1964 bis September 1966 von dem Architekten Peter Sniegon (Städtebau, stellvertretender Stadtarchitekt) und dem Architektenkollektiv Herbert Löschau, Hans Kriesche und Gerhard Landgraf des VEB Dresdenprojekt errichtet. Die Innengestaltung oblag Heinz Zimmermann.
Das Wohnungsangebot in dem 8,7 Millionen Mark teuren Bau besteht aus 120 Eineinhalbraumwohnungen mit 48,5 Quadratmetern Wohnfläche und 60 Einraumwohnungen mit 32,3 Quadratmetern Wohnfläche, jeweils mit Duschkabine, Kochnische und Einbaumöbeln. Jede Wohneinheit hat eine Loggia, in bzw. unter dem Dachaufsatz konnte gefeiert oder einfach nur die Aussicht genossen werden. Die Wohnungen wurden vorzugsweise an Beschäftigte der VEB Sachsenwerk, Mikromat, Mühlenbau und Hochvakuum bzw. Alleinstehenden bei deren Abgabe größerer Wohnungen, vergeben.
Der Bau wurde in 5-Megapond-Platten- und 2-Megapond-Stahlskelettbauweise errichtet. Der Flachtrakt mit Dachterrasse wurde ab März 1966 untergebaut. Er beherbergte als HO-Großgaststätte Pirnaisches Tor vier verschiedene Einrichtungen: Die Selbstbedienungs-Gaststätte Gastronom (188 Plätze), eine Mokkastube (72 Plätze), ein Terrassencafé mit 80 Plätzen sowie als Gastmahl des Meeres die erste Fischgrillbar der DDR. Eröffnet wurde dieser Komplex am 7. Februar 1968, eine Woche später, am 14. Februar 1968, folgte die Eröffnung einer Feinkost-Kaufhalle mit 180 Quadratmetern Fläche.
Am Hochhaus leuchtete am 1. Mai 1968 erstmals der rot leuchtende Schriftzug DER SOZIALISMUS SIEGT, der das Gebäude überregional bekannt machte. Er wurde 1987 auf Weisung des damaligen Oberbürgermeisters Wolfgang Berghofer ohne öffentlich gemachte Begründung abmontiert.

## Jüngere Geschichte

### Zeitlicher Ablauf

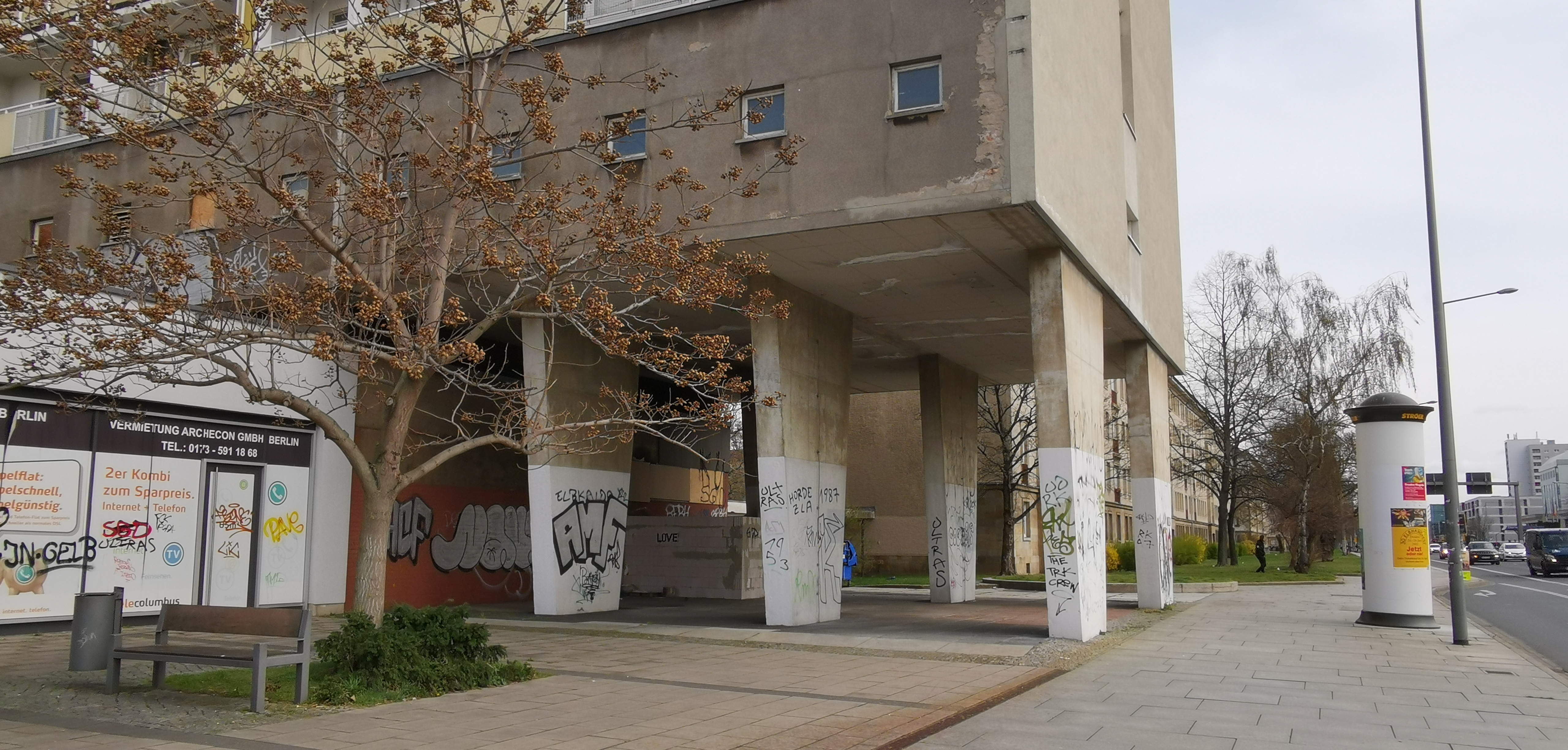
Stelzen des Hochhauses an der Grunaer Straße

2007 verkaufte die Stadt das Gebäude für 4 Millionen Euro an den israelischen Investor Segal Group. Deren geplante Sanierung des Wohngebäudes verzögerte sich (bzw. verzögerte die Segal Group), so dass 2009 aufgrund der Mängel nur noch ein Drittel der Wohnungen bewohnt waren. Der Investor begann lediglich mit der Sanierung des Flachbaus. Wegen einer zu gering überdeckten Fernwärmeleitung verhängte die Drewag 2009 ein Fahrverbot für Lastwagen für die Zufahrtsstraße. Der Streit des israelischen Investors mit der Stadtverwaltung wurde zwar im April 2010 beigelegt, weitere Investitionen erfolgten trotz deren mehrfacher Ankündigungen nicht. Auch die seitdem angekündigte Sanierung des Wohntrakts erfolgte durch die Segal Group nicht.
Anfang Oktober 2015 brachten Unbekannte den Slogan DER KAPITALISMUS SIECHT am oberen Ende des Gebäudes an.
2017 erfolgte der Verkauf von der Segal Group an die Creo 7 Dresden GmbH, die ihrerseits ebenfalls kein Interesse an der Sanierung zeigte: Am 27. September 2017 wurde daher zum Schutz der Mieter von der Bauaufsicht der Landeshauptstadt Dresden für das Hochhaus Grunaer Straße 5 eine Nutzungsuntersagung wegen gravierender brandschutztechnischer Mängel im Gebäude verfügt. Das Haus stand ab 2018 leer.
2020 kaufte nunmehr die Quarterback Immobilien AG, an der die Deutsche Wohnen im selben Jahr eine Beteiligung von 40 % erwarb, das Haus.

### Planungs- und Bauablauf seit 2021
Anders als bis zum Verkauf 2020 machte der nunmehrige Investor Mitte 2021 seine Pläne öffentlich, wobei eine Entkernung und Entmüllung bereits erfolgt sei:
- Erhalt des durchgängigen Gangsystems (typisch für diesen Plattenbautyp), Anbau einer Brandschutztreppe am nördlichen Giebel,
- Erhalt der durchgängigen Loggia-Optik (ebenfalls typisch für diesen Plattenbautyp),
- Einbau von 156 ausschließlichen Mietwohnungen, basierend in etwa auf dem historischen Wohnungsgrundriss von 1964–1966,
- Errichtung einer Tiefgarage mit ca. 30 Stellplätzen,
- Ausbau des ehemaligen „Flugdaches“ zu einem Staffelgeschoss mit drei Wohnungen, abgeschlossen von einem „Schmetterlingsdach“, um dem historischen Vorbild nahe zu kommen,
- Aufstockung des vorgelagerten Flachbaus (ehemaliger Gaststättenkomplex „Pirnaisches Tor“) um ein Geschoss für Büroräume

Aus Sicht des Investors sollten Ergänzungsplanungen und Neuberechnungen noch 2021 so eingereicht werden, um einen Baustart 2022 zu ermöglichen. Seit 2022 läuft die Kernsanierung. Der Discounter ist zwar ausgezogen und soll auch nicht zurückkehren, ein Lebensmittelmarkt sei gleichwohl vorgesehen, wie auch der Wieder- bzw. Neubezug bis Oktober 2025 möglich werden könnte. Im Februar 2023 stellte er den bisherigen Stand vor und gab an, dass Rohbauarbeiten im März und Ausbauarbeiten ab August 2023 erfolgten.[veraltet]

## Fotos aus der Geschichte des Hauses

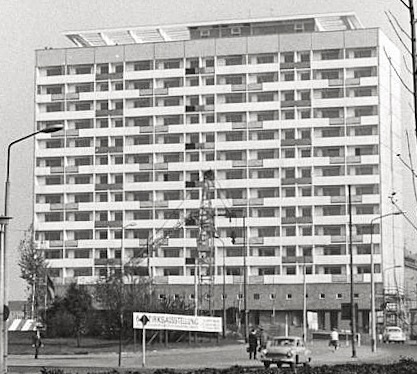
1966: noch ohne Slogan, ebenso fehlt der Flachbau
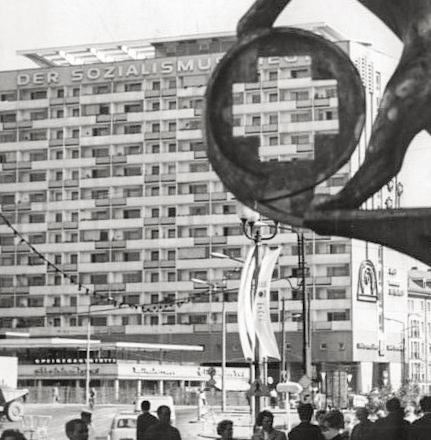
1969: Vor dem Hochhaus der im Bau befindliche Flachtrakt
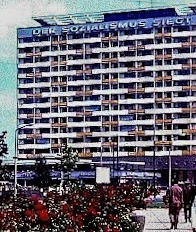
Um 1970: mit der Leuchtschrift DER SOZIALISMUS SIEGT
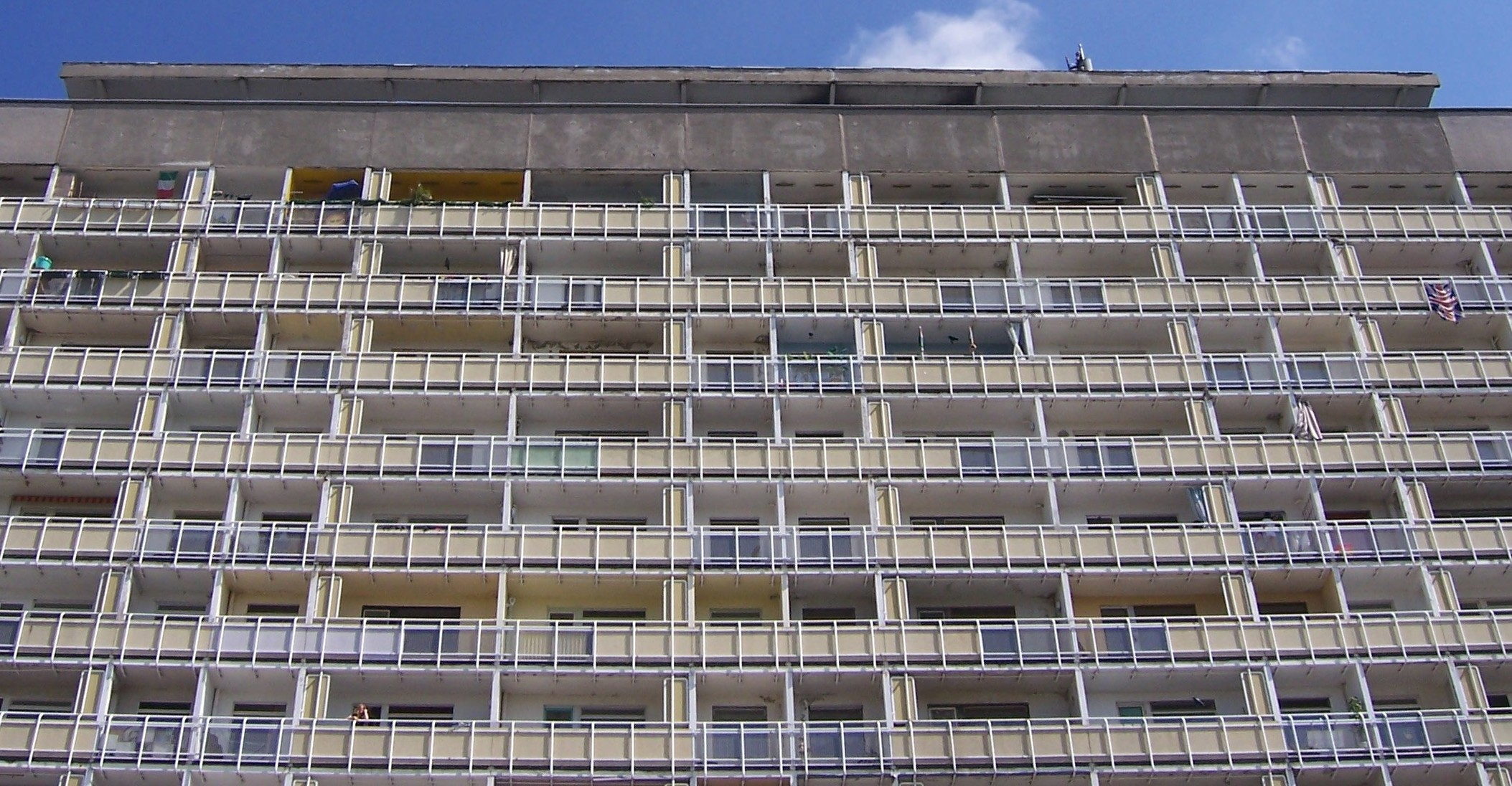
2009: Der Schriftzug DER SOZIALISMUS SIEGT ist noch zu erkennen.
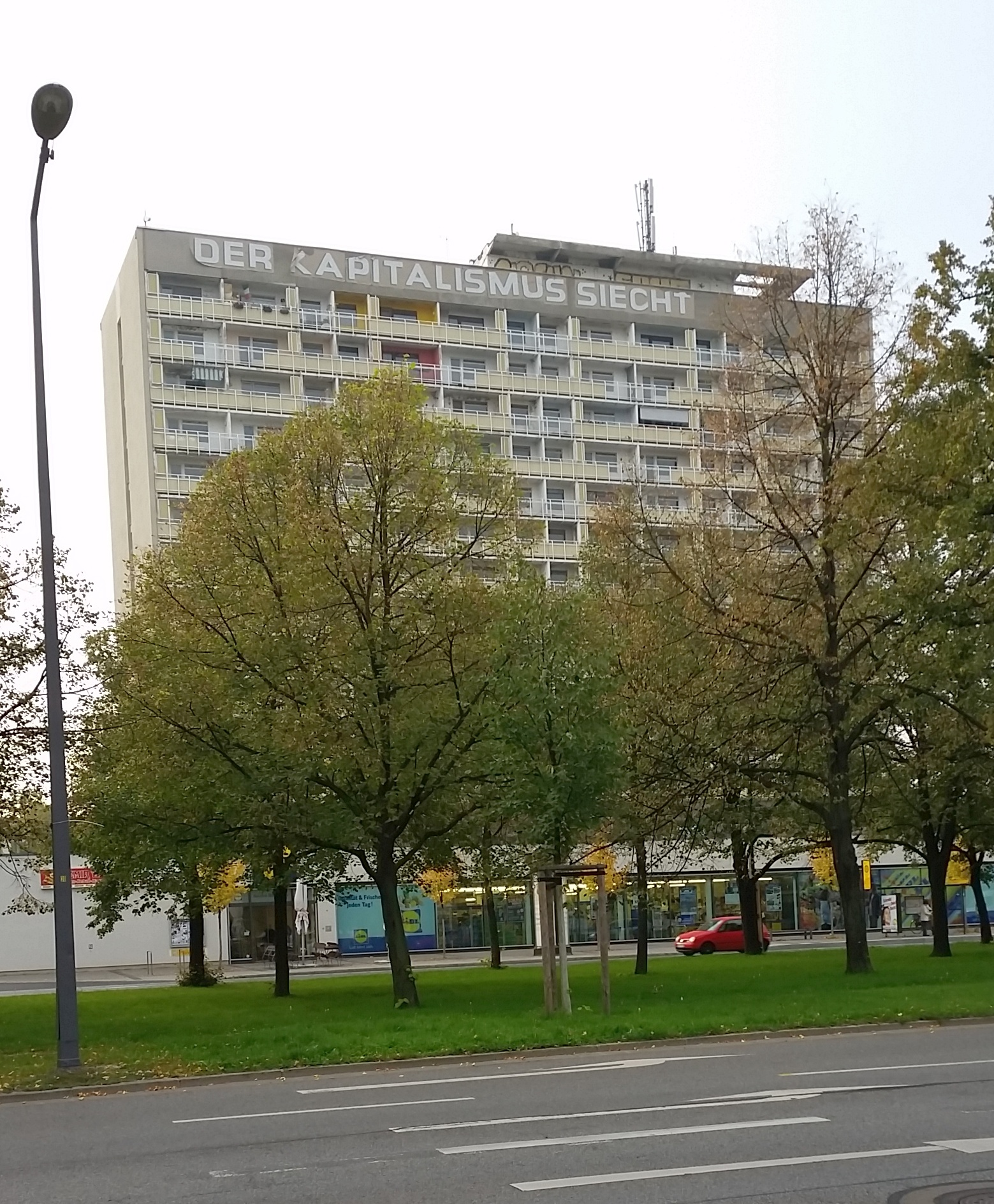
2015: mit Schriftzug DER KAPITALISMUS SIECHT
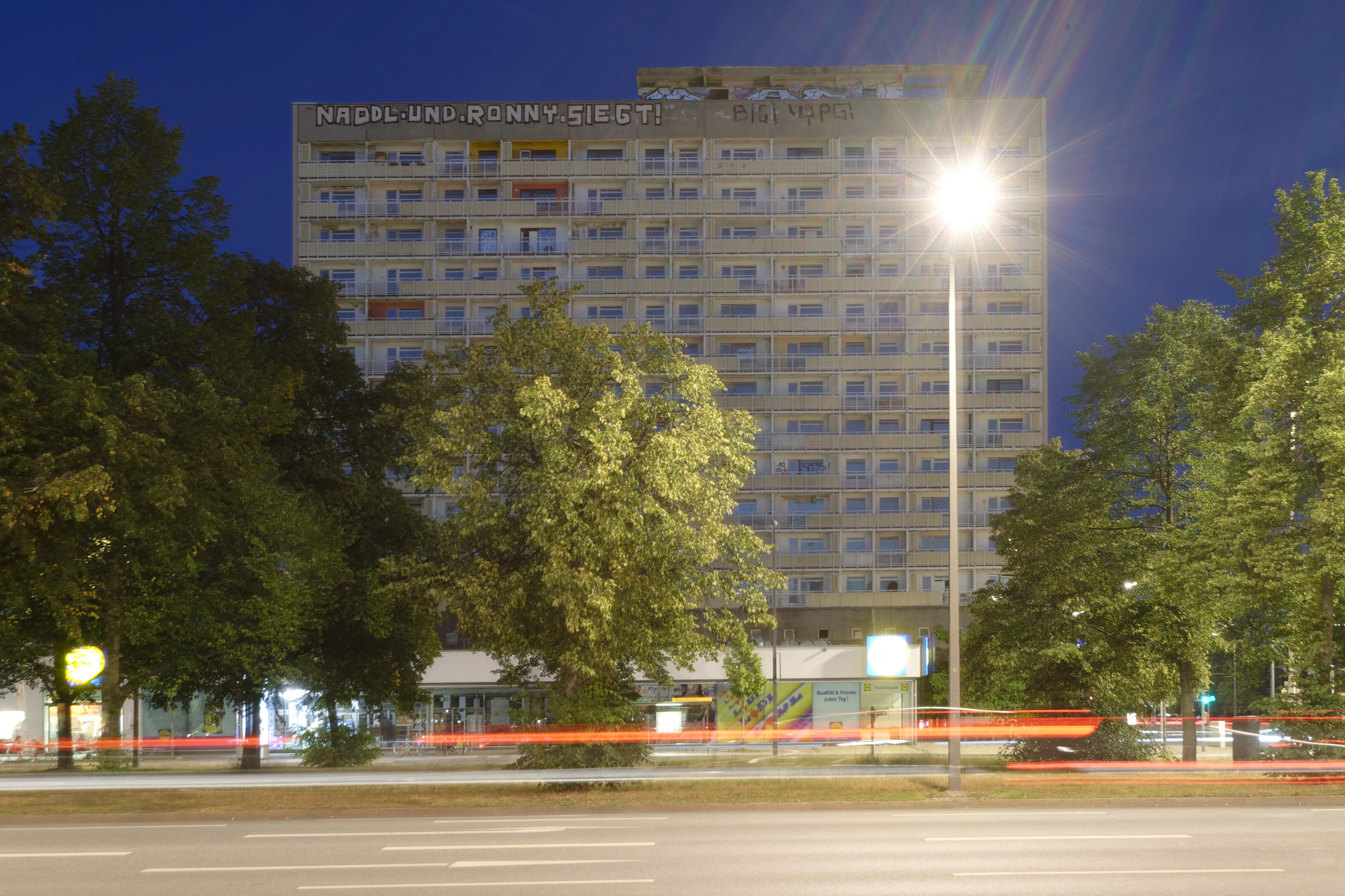
2020: mit erneutem Schriftzug NADDL.UND.RONNY.SIEGT!